# Liste der Baudenkmäler in Paderborn-Elsen
Die Liste der Baudenkmäler in Paderborn-Elsen enthält die denkmalgeschützten Bauwerke auf dem Gebiet von Paderborn-Elsen in Nordrhein-Westfalen (Stand: 2020). Diese Baudenkmäler sind in der Denkmalliste der Stadt Paderborn eingetragen; Grundlage für die Aufnahme ist das Denkmalschutzgesetz Nordrhein-Westfalen (DSchG NRW).

| Bild                                | Bezeichnung                                                          | Lage                                                      | Beschreibung            | Bauzeit | Eingetragen seit   | Denkmal- nummer |
| ----------------------------------- | -------------------------------------------------------------------- | --------------------------------------------------------- | ----------------------- | ------- | ------------------ | --------------- |
| weitere Bilder                      | Pfarrkirche St. Dionysius                                            | Von-Ketteler-Straße 36 Karte                              | Katholische Pfarrkirche | um 1200 | 25. Juni 1984      | 182             |
| Bildstock                           | Bildstock                                                            | Antoniusstraße (Nähe Funkenfeld)                          | Bildstock               |         | 25. April 1985     | 183             |
| Bildstock                           | Bildstock                                                            | Römerstraße/Ecke Mentropstraße Karte                      |                         |         | 20. Juni 1984      | 184             |
| Bildstock                           | Bildstock                                                            | Von-Ketteler-Straße 40a (Höhe Gesselner Straße) Karte     |                         | 1757    | 4. April 1985      | 185             |
| Wegekreuz                           | Wegekreuz                                                            | Römerstraße 46 (Feldmark) Karte                           | Wegekreuz               |         | 27. Juni 1984      | 186             |
| Wegekreuz                           | Wegekreuz                                                            | Bohlenweg 27                                              |                         |         | 20. Juni 1984      | 187             |
| Wegekreuz                           | Wegekreuz                                                            | Bohlenweg (neben Nr. 25) Karte                            |                         |         | 25. Juni 1984      | 188             |
| Wegekreuz                           | Wegekreuz                                                            | neben Gesselner Straße 24                                 |                         |         | 25. Juni 1984      | 189             |
| Wegekreuz                           | Wegekreuz                                                            | Scharmeder Stadtweg 70 Karte                              |                         |         | 2. August 1984     | 190             |
| Wegekreuz                           | Wegekreuz                                                            | Wewerstraße/Ecke Scharmeder Straße Karte                  |                         |         | 20. Juni 1984      | 191             |
| Wegekreuz                           | Wegekreuz                                                            | Von-Ketteler-Straße 22a Karte                             |                         |         | 2. Oktober 1989    | 192             |
| weitere Bilder                      | Meiweshof Hofanlage mit Stallungen und Brunnen/Wohnhaus/Stallgebäude | Alte Schanze 34 Karte                                     |                         |         | 20. Juni 1984      | 193             |
| weitere Bilder                      | Hofanlage Kleehof                                                    | Am Kleehof 1 Karte                                        |                         |         | 23. April 1986     | 194             |
| Fachwerkhaus (ohne massiven Ausbau) | Fachwerkhaus (ohne massiven Ausbau)                                  | Germanenstraße 4 Karte                                    |                         |         | 6. Juli 1984       | 195             |
| Fachwerkhofhaus, Fassade und Dach   | Fachwerkhofhaus, Fassade und Dach                                    | Gesselner Straße 69 Karte                                 |                         |         | 19. Juni 1984      | 196             |
| Fachwerkhofhaus                     | Fachwerkhofhaus                                                      | Von-Ketteler-Straße 22a Karte                             |                         |         | 2. Oktober 1989    | 198             |
| weitere Bilder                      | Gut Warthe                                                           | Bundesstraße 1 (Salzkottener Straße)/Auf der Warthe Karte |                         |         | 29. Juni 1984      | 199             |
| Kriegerdenkmal                      | Kriegerdenkmal                                                       | Bohlenweg bei Nr. 25 Karte                                |                         |         | 20. Juni 1984      | 200             |
| weitere Bilder                      | Hofhaus                                                              | Josefstraße 115 Karte                                     |                         | 1793    | 3. August 1984     | 292             |
| Bildstock                           | Bildstock                                                            | vor Josefstraße 2/Ecke Urbanstraße/Dionysiusstraße Karte  |                         |         | 20. Juni 1984      | 309             |
| weitere Bilder                      | Gut Ringelsbruch                                                     | Ringelsbruch 1 Karte                                      |                         |         | 4. April 1990      | 330             |
| Bauernhaus                          | Bauernhaus                                                           | Gesselner Hude 50 Karte                                   |                         | 1860    | 29. Juli 1991      | 335             |
| Längsdielenhaus                     | Längsdielenhaus                                                      | Zum Rottberg 97 Karte                                     |                         | 1881    | 30. September 2019 | 381             |
| BW                                  |                                                                      | Gesselner Straße 90 Karte                                 |                         | 1851    | 2020               | 382             |

- Karte mit allen Koordinaten:
- OSM |
- WikiMap